# Pavlov, Pelhřimov
Pavlov là một làng thuộc huyện Pelhřimov, vùng Vysočina, Cộng hòa Séc.